# Palaeorhiza amabilis
Palaeorhiza amabilis är en biart som beskrevs av Hirashima 1981. Palaeorhiza amabilis ingår i släktet Palaeorhiza och familjen korttungebin. Inga underarter finns listade i Catalogue of Life.